# Francesco Filidei
Francesco Filidei (Pisa, 1973) es un organista y compositor italiano. Alumno de Salvatore Sciarrino, ha actuado internacionalmente y como compositor, ha colaborado con la cantautora Claire Diterzi y escrito óperas estrenadas en Oporto y París. Su música ha sido interpretada por destacadas agrupaciones de música contemporánea. Su esposa, Noriko Baba, también es compositora japonesa.

## Biografía
Filidei se graduó en el Conservatorio Luigi Cherubini de Florencia, donde ganó por unanimidad los primeros premios en interpretación de órgano y composición musical. Siguió cursos avanzados de Salvatore Sciarrino, Giacomo Manzoni y Sylvano Bussotti, y amplió sus estudios con Jean Guillou en Zürich. De 1999 a 2005 estudió en el Conservatorio de París con Frédéric Durieux y Michaël Lévinas, entre otros. Se graduó en composición con honores. Paralelamente realizó un curso de composición del IRCAM.
Actuó en conciertos como organista, interpretando obras de Franz Liszt, César Franck, así como composiciones propias y mucha música contemporánea para órgano y piano, en Italia y en el extranjero. En 1998, recibió la Beca Anual S. Taddei y en 2004 el Premio Meyer y en 2007 el Premio Internacional de Composición Takefu.
En sus composiciones, Filidei intenta —como dice Sciarrino— «imaginar una música que ha perdido el elemento sonoro».
Sus obras han sido interpretadas por notables conjuntos de música contemporánea, como el Ensemble 2e2m, el Ensemble Intercontemporain, Les Percussions de Strasbourg, Alter ego, L'Instant donné, ha sido interpretada por el Nouvel Ensemble Moderne, y el Ensemble orchestral contemporain y han sido grabadas por Radio France y Rai Tre.
Recibió el Musikpreis de la ciudad de Salzburgo, fue compositor residente en la Akademie Schloss Solitude de Stuttgart en 2006 y fue invitado a la Casa de Velázquez de Madrid en 2007. En 2009 consiguió el Premio Ernst von Siemens de composición.
Trabajó con la cantautora Claire Diterzi para el espectáculo musical y teatral L'Arbre en poche, presentado en 2019.
Su ópera  Giordano Bruno tuvo su estreno mundial en 2015 en Oporto. El estreno mundial de su ópera L'inondation (El diluvio) se dio el 27 de septiembre de 2019 en la Opéra-Comique  de París. El libreto de Joël Pommerat  está basado en el cuento homónimo de Yevgeny Zamyatin  publicado en 1929.